# Dioxiran
Dioxiran je organická sloučenina se vzorcem CH2O2, obsahující cyklus tvořený jedním atomem uhlíku a dvma atomy kyslíku. Tato heterocyklická sloučenina je nejjednodušším cyklickým organickým peroxidem.
Samotná sloučenina je nestabilní a za pokojové teploty nebyla pozorována; deriváty, které mají atomy vodíku nahrazeny jinými funkčními skupinami, také nazývané dioxirany, bývají stálejší. Některé z nich, například dimethyldioxiran (DMDO) a reaktivnější methyl(trifluormethyl)dioxiran, se používají v organické syntéze jako oxidační činidla.
Jedním z mála dioxiranů stabilních v čisté podobě za pokojové teploty je difluordioxiran, vroucí mezi –80 a –90 °C.

## Příprava
Dioxiran j velmi nestálý a většina studií je tak výpočetních; látka jako taková byla detekována za nízké teploty (-196 °C) jako produkt reakce ethenu s ozonem; i za takové teploty je ale jejich směs výbušná.
Tvorba této látky probíhá radikálově, pravděpodobně přes Criegeeův meziprodukt. Mikrovlnná analýza naznačuje délky vazeb 109,0 pm u C-H, 138,8 pm u C-O a 151,56 pm u O-O. Nestabilita molekuly je způsobena velkou délkou a malou energií vazby O-O.